# Trentepohlia (Mongoma) elegantissima
Trentepohlia (Mongoma) elegantissima is een tweevleugelige uit de familie steltmuggen (Limoniidae). De soort komt voor in het Australaziatisch gebied.